# Owens & Minor
 (mars 2023).
Owens & Minor est une entreprise américaine de fabrication et de gestion de matériel médical. 

## Histoire
En janvier 2022, Owens & Minor annonce l'acquisition d'Apria, une entreprise de matériel médical à domicile, pour 1,45 milliard de dollars.